# Dubai Autodrome

Dubai Autodrome är en racerbana i Dubai i Förenade arabemiraten.
Banan öppnades 2004 och är 5,39 kilometer lång. Hittills har GP2 Asia och Speedcar körts på banan. Dubai 24-timmars körs årligen på banan.